# Бахвалов, Василий Петрович
Василий Петрович Бахвалов (13 [26] февраля 1914, Яковцево, Ярославская губерния — 12 мая 1942, Калининская область) — советский лётчик, участник Советско-финской и Великой Отечественной войн, младший командир; Герой Советского Союза (15.01.1940).

## Биография
Родился 13 (26) февраля 1914 года в селе Яковцево Ярославской губернии (ныне Борисоглебского района Ярославской области) в крестьянской семье. Русский. Двоюродный брат Героя Советского Союза Г. П. Бахвалова
В начале 1930-х годов с родителями переехал в город Ярославль. Окончил неполную среднюю школу. Работал плотником на строительстве Ярославского резино-асбестового комбината, продавцом хлебного магазина. Окончил Ярославский аэроклуб.
В Красной Армии с 1937 года. Окончил школу младших авиационных специалистов, для школы лётчиков не хватило образования. Член ВКП(б).
Участник Советско-финской войны. Воздушный стрелок-радист 2-го скоростного бомбардировочного авиационного полка 15-й скоростной бомбардировочной авиационной бригады ВВС Северо-Западного фронта младший командир Василий Бахвалов произвёл пять боевых вылетов, отличился в боях с вражескими истребителями.
В конце декабря 1939 года при возвращении с боевого задания его самолёт после выхода из сплошной облачности оторвался от основной группы и был атакован тремя истребителями «Фоккер Д-21» и подбит. Раненный в ногу Бахвалов выбросился на парашюте. Оказавшись на нейтральной полосе, почти сутки на сорокаградусном морозе пробирался к своим. Шёл опираясь на палку, полз, когда раненая нога не давала встать. Утром обмороженного и полуживого его подобрали советские бойцы. Очнулся уже в госпитале в Ленинграде.
Указом Президиума Верховного Совета СССР от 15 января 1940 года «за образцовое выполнение боевых заданий командования на фронте борьбы с финской белогвардейщиной и проявленные при этом отвагу и геройство» младшему командиру Бахвалову Василию Петровичу присвоено звание Героя Советского Союза с вручением ордена Ленина и медали «Золотая Звезда» (№ 199).
В 1940 году окончил курсы политруков, поступил в Качинскую авиационную школу имени Мясникова. Здесь встретил начало Великой Отечественной войны. Осенью 1941 года, окончив учёбу, убыл на фронт.
Старший политрук В. П. Бахвалов был комиссаром эскадрильи 5-го гвардейского истребительного авиационного полка. Воевал на Калининском фронте. 12 мая 1942 года в неравном воздушном бою подбил два гитлеровских истребителя, но и сам погиб.
Похоронен на центральной площади села Большое Будово Торжокского района Калининской, ныне Тверской области, над которым произошёл его последний бой.

## Память
- Именем Героя названа улица в городе Ярославле, на здании аэроклуба установлена мемориальная доска.
- В городе Буй на Аллее Победы установлен бюст.